# Sant Miquel del castell de Guimarães

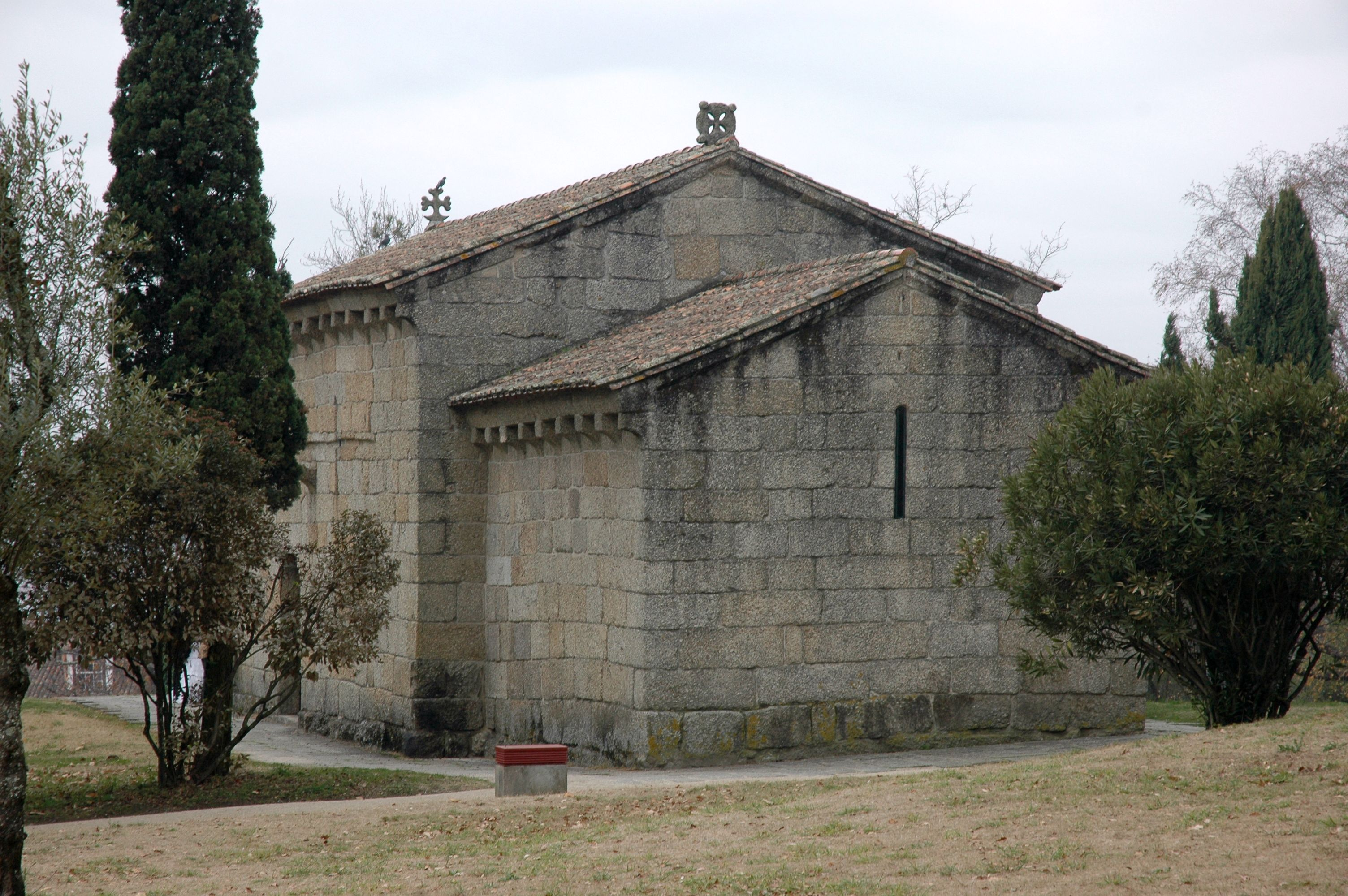
Capçalera, amb l'absis rectangular

Sant Miquel del castell de Guimarães (en portuguès Igreja de São Miguel do Castelo) és una església romànica del segle xii situada entre el castell de Guimarães i el palau Ducal de Guimarães, a Portugal.
D'acord amb la tradició romàntica, Afons Henriques, el primer rei de Portugal, hi va ser batejat i se'n guarda la pila baptismal. Tanmateix, sembla difícil lligar les dates, ja que el rei va néixer a principis de segle i l'església sembla més aviat de finals de segle o principis del xiii.
Està composta d'una nau amb un absis rectangular afegit. La il·luminació és molt escassa i proporcionada per estretes finestres. L'interior està cobert amb sepultures que s'atribueixen a guerrers que guarden relació amb la fundació de Portugal.
La capella va anar caient en ruïnes fins que a mitjans del segle xix es va restaurar i el 16 de juny del 1910 va ser declarada monument nacional junt amb el castell i el palau.